# Kejimkujik-Nationalpark
Der Kejimkujik-Nationalpark (englisch Kejimkujik National Park and National Historic Site of Canada, französisch Parc national et lieu historique national du Canada Kejimkujik) befindet sich in der Provinz Nova Scotia im Osten Kanadas. Der Name des Parks stammt aus der Mi’kmaq-Sprache. Bei dem Park handelt es sich um ein Schutzgebiet der IUCN-Kategorie II  (Nationalpark), welcher von Parks Canada, einer Crown Agency (Bundesbehörde), verwaltet wird.
Unabhängig vom bereits bestehenden Status des Parks als Nationalpark, wurde er am 24. November 1994 als „Kejimkujik National Historic Site of Canada“ zu einer „nationalen historischen Stätte“ erklärt. Ausschlaggebend dafür war seine reiche Kulturlandschaft mit zahllosen archäologischen Fundstätten sowie die größte Ansammlung von Petroglyphen im Osten Nordamerikas.
Kejimkujik ist der erste Park in Kanada der damit sowohl den Status einer „nationalen historischen Stätte“ wie auch den eines Nationalparks hat.
Der Park ist weiterhin auch Bestandteil des im Jahr 2001 eingerichteten Biosphärenreservat Southwest Nova. Ferner wurde das Gebiet im Jahr 2010 auch in vollem Umfang als Lichtschutzgebiet (Kejimkujik Dark Sky Preserve) ausgewiesen.

## Anlage
Der Park besteht aus zwei Teilen: dem Hauptpark (381 km²) im Inneren der Nova-Scotia-Halbinsel und einem Nebenpark (22 km²), welcher mit dem Zusatz Seaside gekennzeichnet ist, an der Küste des Atlantiks. Der Hauptteil des Kejimkujik-Nationalparks ist der einzige Nationalpark der Seeprovinzen Kanadas, der sich im Landesinneren befindet. Der Park erstreckt sich über eine Gesamtfläche von 403 km². Der Hauptteil des Parks ist bewaldet mit vielen Seen und Flüssen. Für die Ureinwohner, die Mi’kmaq, waren diese Wasserwege wichtige Kanurouten, um von der Bay of Fundy zum Atlantik zu kommen. Der Park beherbergt zahlreiche Fundstätten jener Zeit.
Der Teil des Parks am Atlantik besteht aus weißen Sandstränden und Feuchtgebieten an der Küste. Einige bedrohte Küstenvögel, wie der Gelbfuß-Regenpfeifer, finden in diesem Teil des Parks ihre Heimat. Außerdem lassen sich im Hauptteil unter anderem eine Vielzahl von Froscharten sowie Weißwedelhirsche und Baumstachler beobachten.
Der Park wurde nach dem Kejimkujik Lake benannt, dem größten See innerhalb des Parks. Der Name des Sees stammt von den Mi’kmaq und bedeutet übersetzt „versuchen zu entweichen“ oder „angeschwollenes Gewässer“. Die Parkverwaltung übersetzt den Namen Kejimkujik vom Mi’kmaq-Wort „müder Muskel“.
Der Park beinhaltet die Flüsse Mersey River, West River und Little River.